# Johnny Dorelli
Johnny Dorelli, nombre artístico de Giorgio Domenico Guidi (Meda, provincia de Monza y Brianza, Lombardía, 20 de febrero de 1937), es un cantante y hombre del espectáculo, actor de cine y de teatro, conductor radiofónico y televisivo italiano.

## Biografía
Nació en Meda, provincia de Monza y Brianza, Lombardía el 20 de febrero de 1937. Hijo del arte, trascurre la infancia en Estados Unidos, donde su padre Aurelio Guidi, cantante tenor con el seudónimo de Nino D'Aurelio, se había transferido por trabajo junto con su esposa Teresa. Estudia contrabajo y piano en la High School of Music and Art de Nueva York y se hace conocer en concursos televisivos para jóvenes talentos, donde se exhibe con el nombre artístico de Johnny Dorelli (el apellido nace de la mala pronunciación que hacían los estadounidenses de D'Aurelio, el seudónimo del padre).
Debuta en 1951 con solo 14 años con el 78 giros Arrotino/Hazme dormir para "La voz del patrón".
Retorna en Italia en 1955 y es contratado por la CGD de Teddy Reno, para la cual graba los primeros 78 giros, sobre todo con versiones de temas estadounidenses.

### Cantante íntimo
Dorelli impone un estilo elegante e íntimo, lejos de los gorjeos y de las cincelados del cantante "a la italiana". Un estilo que se inspira en el modelo americano del crooner, que en Italia tendrá pocos exponentes, entre los cuales Fred Bongusto, Nicola Arigliano, Emilio Pericoli, el mismo Teddy Reno y pocos otros.
El primer éxito, de 1956, es Calypso melody, insertada también en la columna sonora de la película Totò, Peppino y las fanáticas en la cual Dorelli actúa una pequeña parte. Otras famosas canciones del periodo son: Tipitipitipso, Concierto de otoño, Pero qué importa a mí, Refrain.

### Il Musichiere
En 1957 viene elegido de la RAI para tomar parte, junto con Nuccia Bongiovanni, al Musichiere de Mario Riva pero será sustituido después de solo tres puntadas por Paolo Bacilieri.

### En el Festival de Sanremo
Johnny Dorelli ha participado de nueve ediciones del Festival de Sanremo (1958, 1959, 1960, 1962, 1963, 1967, 1968, 1969 y 2007) llegando ocho veces a la final. Dorelli es, junto con Modugno, Nilla Pizzi y Nicola De Bari, el único en haber vencido dos festivales consecutivos.
Debuta en el Festival de la Canción de San Remo  en 1958 en pareja con Domenico Modugno con En el azul pintado de azul, que vence inesperadamente el primer premio. La pareja se vuelve a presentar al año siguiente en el Festival de la Canción de San Remo con Llueve, obteniendo una nueva victoria. Aunque si gran parte del mérito artístico y del éxito comercial de los dos temas va inevitablemente a Modugno (que es también el autor), Dorelli logra no dejarse aplastar de la exuberancia del cantautor pugliese y hasta quitarle una franja de seguidores.
Comienza así a entrar en el elenco fijo de algunas transmisiones televisivas, la primera de las cuales es Buenas Vacaciones con el Quartetto Cetra y la orquesta de Gorni Kramer, que va al aire en el verano de 1959 y 1960 y tiene el mérito de hacer conocer al público los clásicos del jazz y los grandes cantantes estándar americanos, a través de las voces de Dorelli y de otros jóvenes talentos como Betty Curtis (su compañera de grabadora discográfica), Jula de Palma, Wilma De Angelis y Gino Corcelli.
Son los años de My funny Valentine, Boccuccia de rosa, Julia, Love en Portofino, Maravillosos labios, Carta a Pinocho (esta última trata de la primera edición del Zecchino de Oro), todos sucesos entrados en clasificación.
Un gran trampolín de lanzamiento para estos temas está representado por los caroselli que Johnny Dorelli gira para la Galbani con el eslogan «Galbani quiere decir confianza». Otras grabaciones (CGD) para mencionar son los dos LP 30 años de canciones de amor (1964) y Viaje sentimental (1965), este último surgido del viaje imaginario con canciones dedicadas a varias ciudades (entre las canciones: Firenze sueña, Rome by night, Nustalgia de Milán, Lisboa antigua, A foggy day (en London town) y Viena Viena).
Desde 1963 en adelante conduce afortunados espectáculos televisivos (Johnny 7, Johnny Noche, Si te lo contara) en los cuales da muestras de las sus dotes de actor brillante recitando en numerosos sketch al lado de actrices famosas y creando el personaje de Dorellik, al cual harán referencia en Arnoldo Mondadori Editor para crear el personaje de Paperinik, figura caricaturesca de ladrón torpe e desafortunado inspirada en el dibujo animado Diabolik.
En estos espectáculos tiene la oportunidad de lanzar nuevos temas, algunos de los cuales vendrán usados como jingles, cuáles Twist tan así, Era septiembre, La cita, Probablemente, Sobre chica hush, En la oscuridad estoy soñando y Llega la bomba.

### Gran variedad
El nombre de Johnny Dorelli está vinculado también al show radiofónico del domingo a la mañana Gran variedad, escrito de Amurri, Jurgens y Verde, para la dirección de Federico Sanguigni. Dorelli lo inaugura en 1966 como conductor, y presenta la mayor parte de las ediciones, hasta la finalización en 1979.
En 1967 presenta en el Festival de la Canción de San Remo en pareja con el autor Don Backy, La inmensidad que es hasta hoy su mayor éxito discográfico. Del mismo periodo recordemos Sólo más que nunca y No es más vivir, versiones italianas de temas de Frank Sinatra (respectivamente Strangers en the Night y My Way of Life). Vuelve a Sanremo el año siguiente, con La mariposa enloquecida, escrita de Mogol-Battisti y presentada en pareja con Paul Anka.
En 1968 interpreta la parte del conde Danilo en la adaptación televisiva de la operetta La viuda alegre, secundado de Giuseppe Patroni Griffi y dirigido de Antonello Falqui. Protagonista femenino debería haber sido Mina, pero las tratativas con la cantante no acaban bien, y el personaje de Anna Glavary viene confiado a Catherine Spaak (que en las partes cantadas viene "doblada" de Lucía Mannucci del Quartetto Cetra). Entre Catherine y Johnny nace una vinculación sentimental que durará muchos años y que se convertirá también en un vínculo artístico: remontan de hecho a los primeros años setenta algunos temas interpretados a dúo de Dorelli y Spaak: No me enamoro más, Una velada junto a ti y Provemos a enamorarnos.
En 1969 Dorelli presenta, junto con Raimondo Vianello y las gemelas Kessler, una controvertida edición de Canzonissima, cuestionada por la prensa por el despilfarro de dinero público (tendrá el más elevado costo por puntada de toda la serie). A resolver las críticas del programa será Raimondo Vianello que, partido como simple huésped, deviene presencia fija en todas las apuntadas.
Después un periodo de crisis artística, regresa al candelero gracias al éxito del espectáculo teatral Añade un sitio a la mesa de 1974, llevado también a Inglaterra en 1978 con Daniela Goggi y de Encendamos la Lámpara en 1980. Entre el 1977 y el 1978 conduce con Mina la penúltima edición del programa radiofónico Gran variedad, en cada puntada del cual interpreta con la cantante y con el huésped de turno una fantasía musical con tema (el tango, el swing, la comedia musical, las columnas sonoras de las películas italianas, las columnas sonoras de las películas extranjeras, la canción napoletana, la revolución musical de Renato Carosone, el hit parade, las canciones de Bruno Martino, las canciones de los niños, la canción latina, los jingles televisivos).

### El cine
Numerosas son las películas cinematográficas que lo encuentran ocupado, con buon éxito de ingresos, en diversos roles en la vena de la comedia a la italiana (Una noche nos encontramos, La presidenta, Desnudémonos sin pudor, Me hago la barca, Sexo a voluntad, A ti por ti) o de actor dramático (Pan y chocolate, Agnes va a morir, El monstruo).
Son recordadas sobre todas algunas interpretaciones de su período más maduro, en las cuales Dorelli logra unir su trato ironico y desenfadado a una profunda humanidad: es el caso de la película de Marco Vicario La capucha de Astrakan, de 1979, tomado de una novela de Piero Chiara, o de Sed buenos si podeis, de 1983, en el que interpreta, bajo la dirección de Luigi Magni, el rol de San Felipe Neri, con las músicas de Ángel Branduardi. Notable en 2005 su interpretación en la película de Pupi Avati Pero cuando llegan las chicas? y también la película de 1981 Hola enemigo, ambientado durante la Segunda Guerra Mundial.

### Los años de madurez
Diversas sus actividades, televisivas, canoras y cinematográficas que Dorelli ha continuado desde los años ochenta hasta hoy.
En 1983, flanqueado de Amanda Lear, Nadia Cassini, Gigi y Andrea y Gigi Sabani, conduce en Canal 5 la competencia musical Premiatissima que logra incluso superar el Fantástico de Gigi Proietti. En 1984 conduce una nueva edición de Premiatissima stavolta flanqueado de Ornella Muti y Miguel Bosé; en esta edición participan en la competencia musical muchas "señoras" de la música italiana: desde Fiorella Mannoia a Orietta Berti, desde Gabriella Ferri a Patty Pravo. Siempre para la televisión, en 1984 interpreta el maestro Perboni en el Corazón de Luigi Comencini y en el 1988 La conciencia de Zeno de Sandro Bolchi.
En 1985 conduce su tercera Premiatissima flanqueado de Nino Manfredi y de una recién llegada Sabrina Salerno. En esta edición participan 4 grupos musicales: Los RoBoT (Little Tony, Rosanna Fratello y Bobby Solo), los Passengers, los Ricchi e Poveri y el Grupo Italiano. En 1986 está empeñado con la última edición de Premiatissima, junto con Enrico Montesano (en seguida sustituido por Lello Arena) y una showgirl distinta cada semana: una de estas será Lola Falana en una de sus últimas apariciones televisivas.
Después de 3 años, en 1989, forma parte del show sobre Canal 5 Finalmente viernes junto a Heather Parisi, Gloria Guida, Corrado Pani, Paola Quattrini y un juvenil Gioele Dix. Graba en 1989 los 45 giros Me he despertado y estabas tu de Alberto Testa y Augusto Martelli. Interviene en una nueva edición del Festival de Sanremo en 1990, esta vez como conductor junto a Gabriella Carlucci, y el año siguiente presenta la variedad del sábado noche Fantastico junto con Raffaella Carrà.
Desde 1995 está en todos los teatros italianos junto con Loretta Goggi con la cual interpreta Bobbi sabe todo. El espectáculo gana el premio "Biglietto de oro". En el 2002, Johnny Dorelli volvió al timón de una transmisión de Rai1 presentando Siete en conducta en el aire de lunes a viernes a las 20.45, que tenía como protagonistas de los baby opinionistas que eran diez niños entre los seis y los doce años llamados a comentar el hecho del día con la presencia en estudio, de los protagonistas del hecho de crónica al centro de cada puntada. En 2004 vuelve a la música con el álbum Swingin que vende más de cien mil copias consiguiendo el disco de platino, seguido del DVD Swingin' Live.
Del 2007 es su octava participación en el Festival de Sanremo como cantante en competencia (la primera en 1958), con el tema Mejor así. En el mismo año participa en la gran gala de las 50 ediciones del Zecchino de Oro cantando Carta a Pinocchio, que viene definida "la canción reina del Zecchino de Oro".
En 2011, recibe el reconocimiento especial Leggio de oro "Alberto Sordi".

## Vida privada
Johnny Dorelli tiene tres hijos: Gianluca, actor teatral y cantante, nacido de una relación con la actriz Lauretta Masiero; Gabriel de la primera mujer Catherine Spaak y Guendalina de su matrimonio con Gloria Guida.

## Curiosidad
Dorelli tiene los dos ojos de color diferente, característica llamada eterocromia.

## Discografía parcial

### Álbum

#### 33 giros - 25 cm
- 1957 - Songo americano (CGD, MV 203)
- 1958 - Cordialmente (CGD, MV 224)
- 1958 - Ha llegado de Sanremo (CGD, MV 225)

#### 33 giros - 30 cm
- 1959 - We Like Johnny (CGD, FG 5002)
- 1964 - 30 Años de canciones de amor (CGD, FG 5010)
- 1965 - Viaje sentimental (CGD, FG 5017)
- 1965 - Johnny Dorelli (CGD, FG 5024)
- 1967 - El immensità (CGD, FG 5032)
- 1970 - Promesas prometidas (CGD, FGS 5063, con Catherine Spaak)
- 1975 - Añade un sitio a la mesa (CGD, 88119)
- 1975 - Toi et moi (CGD, 69060, con Catherine Spaak)
- 1978 - Giorgio (WEA Italiana, T56588)
- 1980 - Encendamos la lámpara (Cam, ARSAG 29103)
- 1989 - Me he despertado y estás tú (Five Récords, FM 14204)

#### CD
- 1990 - Johnny Dorelli: Las más bellas canciones (CGD)
- 2004 - Swingin' (Carosello, CARSM120-2)
- 2005 - Las más bellas canciones de Johnny Dorelli (Warner Music Italy)
- 2007 - Swingin' - parte segunda (Carosello, CARSM198)
- 2007 - Todo Dorelli - La voz, el estilo (2 CD) (RHINO)
- 2011 - Johnny Dorelli "Original Álbum Series" (cofanetto 5 CD - Ristampa sobre CD de los álbumes CGD FG 5002 - 5010 - 5017 - 5024 - 5032) (Warner Music Italia)

### EP
- 1955 - Learning the blues/Songo americano/Lover/Suspiranno "Mon amour" con el Quartetto Radar (CGD, Y 6002)
- 1957 - Calypso melody/Young love/Calypso italiano/Me casa, sobre casa inciso como "D. JOHNNY"(Liberty, H 8028)
- 1957 - Bernardine/Hey there/Lullaby of birdland/Walkin' shoes (Liberty, H 8030)
- 1957 - Only you/El valzer de Natascia/Refrains/Songo americano (CGD, Y 6020)
- 1957 - Tipitipso/Joven amor/Bernardine/Palabras de amor sobre la arena (CGD, Y 6036)
- 1958 - En el azul pintado de azul/Juro de amarte tan/Fantástica/Fresas y cappellini (CGD, Y 6041)
- 1958 - Al igual que antes/Grande al igual que el mar/Na rosa roja pe' Katiuscia/No te veo (CGD, Y 6048)
- 1958 - With all my heart/My funny Valentine/Chanson de amour/Let mí be loved (CGD, Y 6050)
- 1958 - Hay un mundo ancor/Maravillosos labios/Love en Portofino/Ángel de nieve (CGD, Y 6073)
- 1961 - Just one of those things/Autumn en Nueva York/S'posing/Love is here to stay (CGD, Y 6099)
- 1961 - A París (Lettre a Pinocchio/Retournons a Montecarlo/Un bouquet de roses/Redonne-moi tes levres) (CGD, Y 6103)

### Simples

#### 78 giros
- 1951 - Arrotino/Hazme dormir (La voz del patrón)

#### 45 giros
- 1956 - Calypso melody/Calipso italiano (Liberty)
- 1957 - Calypso romance/Kilindi dock (Liberty, G 7002)
- 1957 - Walkin' shoes/Lullaby of Birdland (Liberty, G 7006)
- 1957 – Un amor splendido/Tipitipitipso (CGD, N 9020)
- 1958 - En el azul dipinto de azul/Juro de amarte así (CGD, N 9027)
- 1958 - With all my heart/My funny Valentine (CGD, N 9042)
- 1958 - Let me be loved (de la película ''The James Dean story'')/Chanson de amour (CGD, N 9045)
- 1958 - Goodbye Nueva York/...Y llora el cielo (CGD, N 9076)
- 1958  - Julia/Boccuccia de rosa (CGD, N 9046) - primera posición para 2 semanas en el 1959
- 1959 - Seis chic/Mujer de ninguno (CGD, N 9066)
- 1959 - Mujer/Un alcance de sol (CGD, N 9086)
- 1959 - Una marcha en haz/Allí para allí (CGD, N 9091, con Betty Curtis)
- 1959 - Partir contigo/Un beso sobre la boca (CGD, N 9092)
- 1959 - School boy crush/Little estar (CGD, N 9113)
- 1959 - The world outside (Concierto de Varsavia)/Birth of the blues (CGD, N 9114)
- 1959 - Love en Portofino/Smoke gets en your eyes (CGD, N 9115)
- 1959 - Maravillosos labios/La mujer que amaré (CGD, N 9116)
- 1959 - Ángel de nieve/De la calle a las estrellas (CGD, N 9120)
- 1959 - Love en Portofino/Hay un mundo ancor (CGD, N 9125)
- 1959 - No baciare más ningún/Dime de sí Susanna (CGD, N 9127)
- 1959 - La canción de Orfeo/Felicidad (CGD, N 9130)
- 1959 - Nuestro paradiso/Niña (de Torre del Mar) (CGD, N 9136)
- 1959 - Petite fleur/LOS sing amor (CGD, N 9139)
- 1959 - Letra a Pinocchio / Ginge Rock (CGD, N 9154)
- 1960 - Amor sin sol/Perdonémonos (CGD, N 9165)
- 1960 - Culpable/Noche mía (CGD, N 9166)
- 1960 - Beviamoci sobre/El largo verano de Taormina (CGD, N 9176)
- 1960 - El diente de elefante/Simpático otoño (CGD, N 9175)
- 1960 - Beviamoci sobre/El largo verano de Taormina (CGD, N 9176)
- 1960 - That was the old Viena/A smile en Viena - de la película Olympia (CGD, N 9184)
- 1960 - Nuestra melodía/Johnny vitamina (CGD, N 9185)
- 1960 - Robaré (el respiro de las flores)/Divina (CGD, N 9233)
- 1961 - A.Y.I.O.U. cha cha cha/Querría volar (CGD, N 9254)
- 1961 - Carolina das!.../Tú conmigo - con Betty Curtis (CGD, N 9263)
- 1961 - Summertime/Tus ojos (CGD, N 9271)
- 1961 - Montecarlo/Luna luna lu (CGD, N 9315)
- 1962 - Arianna / ? (CGD, N 9343)
- 1962 - Serenata rififì/No vendrá (CGD, N 9362)
- 1962 - Jaqueline/Lisboa por la noche (CGD, N 9382)
- 1962 - Speedy Gonzales/Tipos de playa (CGD, N 9400)
- 1962 - Las rosas son rojas/Senora (CGD, N 9405)
- 1963 - No cuesta nada/No vendrá (CGD, N 9425)
- 1963 - Paraíso el mundo/Y no addio (CGD, N 9428)
- 1963 - Viña del Mar/Una rosa para Valentina (CGD, N 9468)
- 1964 - Sobre Chica Hush / Tú Que Lloras (CGD, N 9595)
- 1964 - Yo en la montaña y tú al mar/Era septiembre (CGD, N 9503)
- 1964 - La cita/Todas menos una/El amor viene y va (con Gigliola Cinquetti) (CGD, N 9514)
- 1965 - Despiértate conmigo/El domingo juntos (CGD, N 9558)
- 1965 - Rosas rosas rosas/Finalizará (CGD, N 9618)
- 1966 - En la oscuridad estoy soñando/A foggy day (CGD, N 9622)
- 1966 - Solo más que nunca (Strangers en the night)/LOS left my heart en San Francisco (CGD, N 9633)
- 1967 - La inmensidad/Tan solo el abajo firmante (CGD, N 9648)
- 1967 - La solitudine/Con él...conmigo (CGD, N 9657)
- 1967 - Llega la bomba/El orgulloso (CGD, N 9671)
- 1968 - La mariposa impazzita/Extraño (CGD, N 9673)
- 1968 - No rivederti más/A mí (CGD, N 9679)
- 1968 - Vivo de amor por ti/Proviamo a incominciare (CGD, N 9689)
- 1968 - No es más vivir/Un hombre inútil (CGD, N 9690)
- 1968 - La nieve/Demasiado pronto (CGD, N 9694)
- 1969 - El juego del amor/Estaba escrito así (CGD, N 9708)
- 1969 - Yo trabajo como un negro/Antes de ti, después de ti (CGD, N 9713)
- 1969 - Mañana que harás/Aquellos bonitos al igual que nosotros (CGD, N 9745)
- 1970 - No me innamoro más/Prometidas... promesas (CGD, N 9772; con Catherine Spaak)
- 1970 - Pide de más/Primera que encontrar un ángel (CGD, N 9775)
- 1970 - El himno de la alegría/Llega Charlie Brown (CGD, N 9807)
- 1971 - Love story/Y pienso a ti (CGD, 111)
- 1971- Mamy Blue/Y pienso a ti (CGD, 137)
- 1972 - Para quien/Mentiroso amor mío (CGD, 980)
- 1972 - Clair/Extraño (CGD, 1030)
- 1973- Una velada junto con ti/No sé más como amarlo (CGD, 1117, con Catherine Spaak)
- 1973 - Así un hombre y una mujer/Provemos a enamorarnos (CGD, 1951, con Catherine Spaak)
- 1975 - Añade un sitio a la mesa/Ahora que está ella (CGD, 3313)
- 1975 - Confesión/Mea culpa (CGD, PRG 33, con Catherine Spaak)
- 1978 - Golosona/Ceniciente de mar (Wea, T17243) - Golosona es el título principal de la película Como perder una esposa y encontrar una amante
- 1980 - Bonita como para tartamudear/Una luna en dos (Cam, AMP 226)
- 1980 - Absorbe el agua/No te conozco más amor Cam - Sciacqua el agua es la main title de la película Me hago la barca y No te conozco más amor es la columna sonora (títulos cola) de la película homónima, cantada junto a Mónica Vitti (Partitura de Gianni Ferrio - Italia, 1980)
- 1985 - La cosa se haz/Cuantas veces (han sido para arrendermi) (Five Récords, FM 13104)
- 1986 - La única ocasión/Tus manos (Five Récords, FM 13217)

## Filmografía
- Cantando bajo las estrellas, dirección de Marino Girolami (1956)
- Totò, Peppino y las fanatiche regia de Mario Mattoli (1958) (doppiato en los diálogos de Máximo Turci)
- La chica de plaza San Pietro regia de Piero Cuesta (1958)
- Destino Sanremo, regia de Domenico Paolella (1959)
- Guardatele pero no toccatele regia de Mario Mattoli (1959)
- Tipos de playa regia de Mario Mattoli (1959)
- Das haben die Mädchen gern regia de Kurt Nachmann (1962)
- Divorcio a la siciliana regia de Enzo De Gianni (1963)
- Llega Dorellik regia de Steno (1967)
- Pan y cioccolata regia de Franco Brusati (1973)
- Una noche c'encontramos regia de Piero Schivazappa (1975)
- El Agnese va a morir (1976) regia de Giuliano Montaldo
- Dime que haces todo para mí regia de Pasquale Fiesta Campanario (1976)
- Spogliamoci así, sin pudor regia de Sergio Martino (1976)
- Basta con que no se sepa en giro regia de Nanni Loy, Luigi Magni, Luigi Comencini (1976)
- La presidenta regia de Luciano Salce (1977)
- Cara esposa regia de Pasquale Fiesta Campanario (1977)
- El monstruo regia de Luigi Zampa (1977)
- Al igual que perder una moglie y encontrar una amante regia de Pasquale Fiesta Campanario (1978)
- Amores míos regia de Steno (1978)
- Para vivir mejor divertitevi con nosotros regia de Flavio Mogherini (1978)
- Tesoro mío (1979) regia de Giulio Paradisi
- El cappotto de Astrakan regia de Marco Vicario (1980)
- No te conozco más amor regia de Sergio Corbucci (1980)
- Me hago la barca regia de Sergio Corbucci (1980)
- Hola enemigo regia de Y.B. Clucher (1981)
- Bollenti espíritus regia de Giorgio Capitanes (1981)
- Sexo y volentieri regia de Dino Arroces (1982)
- Dios los hace y luego los accoppia dirección de Steno (1982)
- Sido buenos si poded regia de Luigi Magni (1983)
- Ojo, mal de ojo, perejil e hinojo, dirección de Sergio Martino (1983)
- Veámonos claro regia de Luciano Salce (1984)
- Corazón dirección de Luigi Comencini - miniserie TV (1984)
- A tú para tú dirección de Sergio Corbucci (1984)
- La conciencia de Zeno - película TV (1988)
- Un millón de millardos - miniserie TV (1988)
- La trampa (la fórmula faltada) dirección de Carlo Lizzani - miniserie TV (1989)
- Pero tú me quieres bien? - miniserie TV (1992)
- Se, te quiero bien - miniserie TV (1994)
- Dos para tres - sit-com TV (1997-1999)
- Pero cuando llegan las chicas? regia de Pupi Avati (2005)

## Spot publicitarios
- Testimonial Renault (1985-1988)